# Transmissão aérea

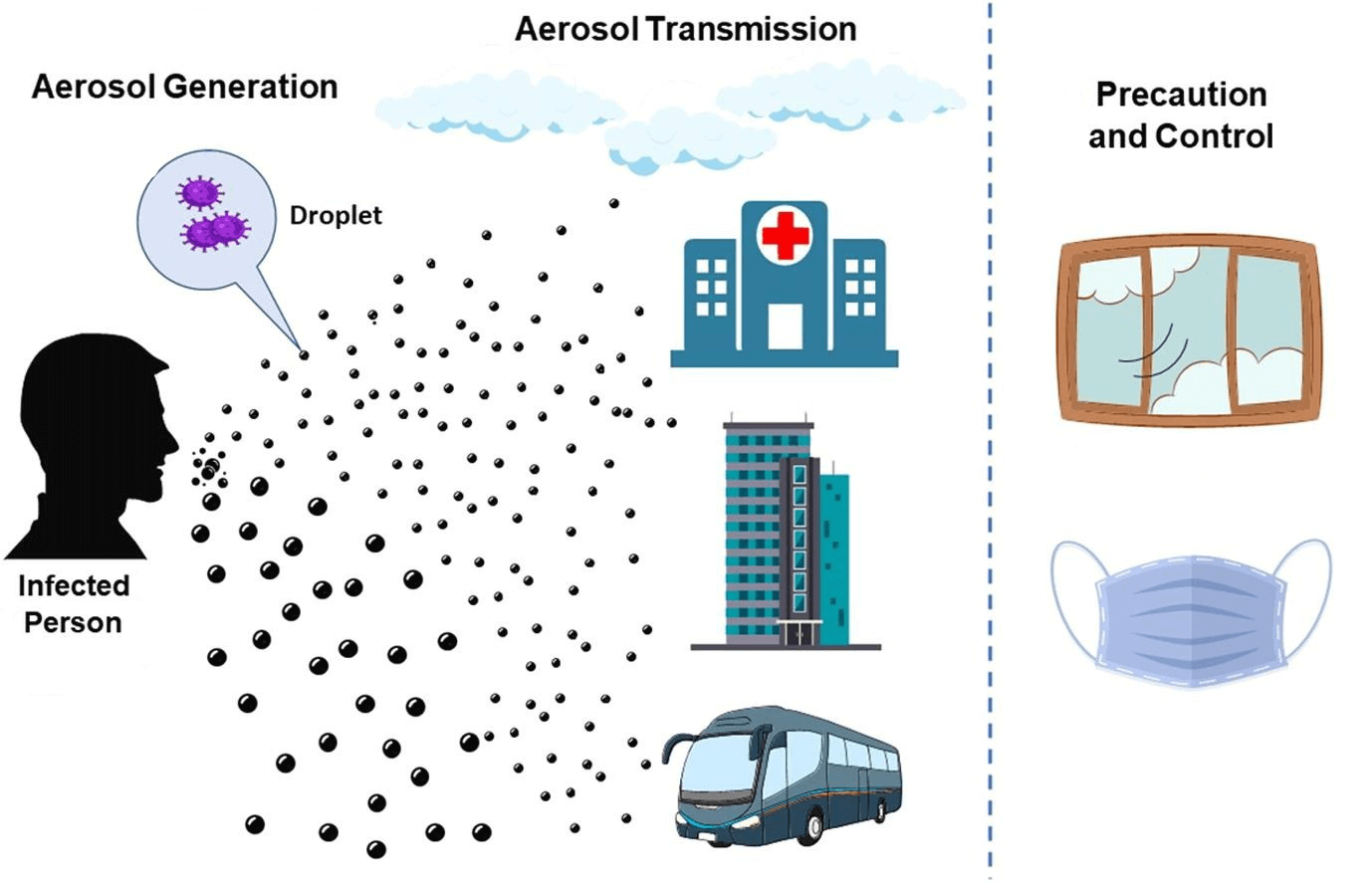
Pessoas infectadas geram gotículas e aerossóis maiores que podem infectar distâncias maiores

A transmissão aérea ou aerossol é a transmissão de uma doença infecciosa através de pequenas partículas suspensas no ar. As doenças infecciosas capazes de transmissão aérea incluem muitas de considerável importância tanto na medicina humana quanto na veterinária. O agente infeccioso relevante pode ser um vírus, uma bactéria ou um fungo, e eles podem se espalhar pela respiração, fala, tosse, espirro, levantamento de poeira, pulverização de líquidos, descarga de vasos sanitários ou qualquer atividade que gere partículas de aerossol ou gotículas .
Trata-se da transmissão de doenças por meio da transmissão de coisas infecciosas, não incluindo as doenças causadas pela poluição.
A transmissão aerossol tem sido tradicionalmente considerada distinta da transmissão por gotículas, mas esta distinção não é mais usada. Acreditava-se que as gotículas respiratórias caíam rapidamente no chão após a emissão: mas gotículas menores e aerossóis também contêm agentes infecciosos vivos e podem permanecer no ar por mais tempo e viajar mais longe. Indivíduos geram aerossóis e gotículas através de uma ampla gama de tamanhos e concentrações, e a quantidade produzida varia muito por pessoa e atividade. Gotículas maiores de 100 μm geralmente se estabalecem dentro de 2 m. Partículas menores podem transportar patógenos no ar por longos períodos de tempo. Embora a concentração de patógenos no ar seja maior dentro de 2 m, eles podem viajar mais longe e se concentrar em uma sala.
O limite tamanho tradicional de 5 μm entre gotículas aéreas e respiratórias foi descartado, pois as partículas exaladas formam um continuum de tamanhos cujos destinos dependem das condições ambientais para além de seus tamanhos iniciais. Este erro informou as precauções baseadas na transmissão baseadas na hospitalar por décadas. Dados de transferência de secreções respiratórias de ambientes fechados sugerem que gotículas/aerossóis na faixa de tamanho de 20 μm inicialmente viajam com o fluxo de ar de jatos de tosse e ar condicionado como aerossóis, mas caem gravitacionalmente a uma distância maior como "viajantes de jato". Como essa faixa de tamanho é filtrada com mais eficiência na mucosa nasal, o local de infecção primordial doCOVID-19, aerossóis/gotículas nesta faixa de tamanho podem contribuir para impulsionar a pandemia de COVID-19 .

## Visão geral
As doenças transmitidas pelo ar podem ser transmitidas de um indivíduo para outro através do ar. Os patógenos transmitidos podem ser qualquer tipo de micróbio, e podem se espalhar em aerossóis, poeira ou gotículas. Os aerossóis podem ser gerados de fontes de infecção, como secreções de um indivíduo infectado ou resíduos biológicos. Os aerossóis infecciosos podem ficar suspensos nas correntes de ar por tempo suficiente para viajar por distâncias consideráveis; espirros, por exemplo, podem facilmente projetar gotículas infecciosas por dezenas de pés (dez ou mais metros).
Patógenos de ar ou alérgenos normalmente entram no organismo através do nariz, garganta, seios nasais e pulmões. A inalação destes patógenos afeta o sistema respiratório e pode se espalhar para o resto do organismo. Congestão nasal, tosse e dores de garganta são exemplos de inflamação das vias aéreas respiratórias superiores. A poluição do ar desempenha um papel significativo nas doenças transmitidas pelo ar. Os poluentes podem influenciar a função pulmonar aumentando a inflamação das vias aéreas.
As infecções comuns que se espalham por transmissão aérea incluem SARS-CoV-2, morbilivírus do sarampo, vírus da varicela, Mycobacterium tuberculosis, vírus de gripe, enterovírus, norovírus e menos comumente outras espécies de coronavírus, adenovírus e possivelmente vírus sincicial respiratório. Alguns patógenos que têm mais de um modo de transmissão também são anisotrópicos, o que significa que seus diferentes modos de transmissão podem causar diferentes tipos de doenças, com diferentes níveis de gravidade. Dois exemplos são as bactérias Yersinia pestis (que causa a peste ) e Francisella tularensis (que causa a tularemia ), tanto que podem causar pneumonia grave, se transmitidas por via aérea por inalação.
A má ventilação aumenta a transmissão permitindo que os aerossóis se espalhem tranquilamente em um espaço interno. É mais provável que uma sala lotada contenha uma pessoa infectada. Quanto mais tempo uma pessoa suscetível fica em tal espaço, maior a chance de transmissão. A transmissão aérea é complexa e difícil de demonstrar inequivocamente mas o modelo Wells-Riley pode ser usado para fazer estimativas simples da probabilidade de infecção.
Algumas doenças transmitidas pelo ar podem afetar não-humanos. Por exemplo, a doença de Newcastle é uma doença aviária que afeta muitos tipos de aves domésticas em todo o mundo, e que é transmitida pelo ar.
Tem sido sugerido que a transmissão aérea deve ser classificada como obrigatória, preferencial ou oportunista, embora haja pesquisas limitadas que mostram a importância de cada uma destas categorias. Infecções obrigatórias transmitidas pelo ar se espalham apenas por aerossóis; o exemplo mais comum desta categoria é a tuberculose. As infecções preferenciais transmitidas pelo ar, como a catapora, podem ser obtidas por vias diferentes, mas principalmente por aerossóis. Infecções oportunistas transmitidas pelo ar, como a gripe, normalmente são transmitidas por outras vias; no entanto, em condições favoráveis, a transmissão por aerossol pode ocorrer.

## Transmissão
Fatores ambientais influenciam a eficácia da transmissão de doenças transmitidas pelo ar; as condições ambientais mais evidentes são a temperatura e a umidade relativa. A transmissão de doenças transmitidas pelo ar é afetada por todos os fatores que influenciam a temperatura e a umidade, tanto em ambientes meteorológicos (exteriores) quanto humanos (interiores). As circunstâncias que influenciam a propagação de gotículas contendo partículas infecciosas podem incluir pH, salinidade, vento, poluição atmosférica, e radiação solar, bem como o comportamento humano.
As infecções transmitidas pelo ar geralmente pousam no sistema respiratório, com o agente presente em aerossóis (partículas infecciosas < 5 µm de diâmetro). Isto inclui partículas secas, frequentemente o remanescente de uma partícula molhada evaporada chamada núcleo, e partículas molhadas.
- A umidade relativa (UR) desempenha um papel importante na evaporação das gotículas e na distância que elas percorrem. Gotas de 30 μm evaporam em segundos.[27] O CDC recomenda um mínimo de 40% de UR em ambientes fechados[28] para reduzir significativamente a infecciosidade do vírus em aerossol. Uma umidade ideal para prevenir a transmissão viral respiratória por aerossol à temperatura ambiente parece estar entre 40% e 60% UR. Se a umidade relativa cair abaixo de 35% UR, o vírus infeccioso permanece mais tempo no ar.
- O clima afeta a temperatura, ventos e umidade relativa, os principais fatores que afetam a propagação, duração e infecciosidade de gotículas contendo partículas infecciosas.[24] O vírus influenza se espalha facilmente no inverno do Hemisfério Norte devido às condições climáticas que favorecem a infecciosidade do vírus.[25]
- Eventos climáticos isolados diminuem a concentração de esporos fúngicos no ar; alguns dias depois, o número de esporos aumenta exponencialmente.[29]
- A socioeconomia tem um papel menor na transmissão de doenças transmitidas pelo ar. Nas cidades, as doenças transmitidas pelo ar se espalham mais rapidamente do que nas áreas rurais e periferias urbanas. As áreas rurais geralmente favorecem uma maior disseminação de fungos no ar.[30]
- A proximidade de grandes massas de água, como rios e lagos, pode aumentar as doenças transmitidas pelo ar.[31]
- Foi observada uma associação direta entre taxas insuficientes de ventilação e aumento da transmissão de COVID-19. Antes do COVID-19, os padrões para sistemas de ventilação se concentravam mais no fornecimento de oxigênio suficiente para uma sala, em vez de aspectos da qualidade do ar relacionados a doenças.[4]
- A má manutenção dos sistemas de ar condicionado levou a surtos de Legionella pneumophila .[32]
- As doenças transmitidas pelo ar adquiridas em hospitais estão associadas a sistemas médicos com poucos recursos e manutenção,[33] o que torna o isolamento um desafio.
- O ar condicionado pode reduzir a transmissão removendo o ar contaminado, mas também pode contribuir para a disseminação de secreções respiratórias dentro de uma sala.[7]

## Prevenção
Uma abordagem de gerenciamento de risco em camadas para retardar a propagação de uma doença transmissível tenta minimizar o risco por meio de várias camadas de intervenções. Cada intervenção tem o potencial de reduzir o risco. Uma abordagem em camadas pode incluir intervenções de indivíduos (por exemplo, uso de máscara, higiene das mãos), instituições (por exemplo, desinfecção de superfícies, ventilação e medidas de filtragem de ar para controlar o ambiente interno), sistema médico (por exemplo, vacinação) e saúde pública no nível da população (por exemplo, testes, quarentena e rastreamento de contato).
As técnicas preventivas podem incluir a imunização específica para doenças, bem como intervenções não farmacêuticas, tais como usar um respirador e limitar o tempo passado na presença de indivíduos infectados. Usar uma máscara facial pode reduzir o risco de transmissão aérea desque que limite a transferência de partículas suspensas no ar entre indivíduos. O tipo de máscara que é eficaz contra a transmissão aérea depende do tamanho das partículas. Embora as máscaras cirúrgicas resistentes a fluidos evitem a inalação de grandes gotículas, partículas menores que formam aerossóis requerem um maior nível de proteção com máscaras de filtragem classificadas em N95 (EUA) ou FFP3 (UE). O uso de máscaras FFP3 pelo pessoal que gerencia pacientes com COVID-19 reduziu a aquisição de COVID-19 pelos funcionários.
As soluções de engenharia que visam controlar ou eliminar a exposição a um perigo são mais importantes na hierarquia de controle do que os equipamentos de proteção individual (EPI). Ao nível das intervenções de engenharia com base física, a ventilação eficaz e trocas de ar de alta frequência, ou filtragem de ar através de filtros de partículas de alta eficiência, reduzem os níveis detectáveis de vírus e outros bioaerossóis, melhorando as condições para todos numa área. Filtros de ar portáteis, como os testados em Conway Morris A et al. apresentam uma solução prontamente implantável quando a ventilação existente é inadequada, por exemplo, em instalações hospitalares COVID-19 reaproveitadas.
Os Centros de Controle e Prevenção de Doenças (CDC) dos Estados Unidos aconselham o público sobre a vacinação e sobre seguir protocolos cuidadosos de higiene e saneamento para a prevenção de doenças transmitidas pelo ar. Muitos especialistas de saúde pública recomendam o distanciamento físico (também conhecido como distanciamento social) para reduzir a transmissão.
Um estudo de 2011 concluiu que as vuvuzelas (um tipo de buzina de ar popular, por exemplo, com fãs em jogos de futebol) apresentavam um risco particularmente alto de transmissão pelo ar, pois espalhavam um número muito maior de partículas de aerossol do que, por exemplo, o ato de gritar.
A exposição não garante a infecção. A geração de aerossóis, o transporte adequado de aerossóis pelo ar, a inalação por um organismo suscetível e a deposição no trato respiratório são fatores importantes que contribuem para o risco geral de infecção.  Além disso, a capacidade infecciosa do vírus deve ser mantida através de todas estas fases. Para além disso, o risco de infecção também depende da competência do sistema imunológico do organismo mais a quantidade de partículas infecciosas ingeridas. Os antibióticos podem ser usados no tratamento de infecções primárias bacterianas transmitidas pelo ar, como a peste pneumônica.